# John Angelicoussis
John Anthony Angelicoussis (en griego: Ιωάννης Αγγελικούσης; Londres, 16 de noviembre de 1948-Atenas, 10 de abril de 2021) fue un armador y  multimillonario británico nacionalizado griego. Era propietario del Angelicoussis Shipping Group, estaba considerado el mayor armador de Grecia.

## Infancia y juventud
John Anthony Angelicoussis nació en noviembre de 1948, hijo de Anthony J. Angelicoussis (1918-1989) y Maria Papalios. Compró su primer barco en 1953. En 1968, con su socio Dimitris Efthymiou, fundó Agelef Shipping Company y luego se unió a la empresa de su padre en 1973.

## Carrera profesional
En 1987, Anangel-American Shipholdings –empresa operadora transoceánica– se cotizó en la bolsa de valores de Luxemburgo. Dos años más tarde, la empresa cotizó en Nasdaq, donde permaneció hasta que se eliminó de la cotización en 2001.
John Angelicoussis dirigía Angelicoussis Shipping Group, que era propietario de Anangel Maritime Services, Maran Tankers Management y Maran Gas Maritime. En 2002, llegó a un acuerdo con su hermana para romper el trato de control 50/50 y hacerse cargo del grupo.

## Fortuna
En marzo de 2015, Angelicoussis tenía un patrimonio neto de $2.4 mil millones y una flota de 96 barcos, según Bloomberg.
En junio de 2014, Anangel Maritime controlaba una flota de 48 buques de carga seca (con 35 capesizes), Maran Tankers tenía una flota de buques cisterna de 31 buques (incluidos 23 VLCC) y Maran Gas tenía 9 cargueros de GNL y 17 nuevas construcciones bajo pedido.
Angelicoussis controla la flota de bandera griega más grande.
En 2019, seguía siendo el mayor armador de Grecia en términos de tonelaje. En julio de 2018, había encargado su barco número 100, y reforzó sus inversiones en barcos de GNL, su empresa fue el transportista número 1 de GNL a los EE. UU. 
En 2019 fue la primera compañía griega en poseer GNL. portadores.

## Premios
- 2005: quinto lugar en la lista de las 100 personas más influyentes de la industria naviera de Lloyd's.[12]
- 2004: 4º en la lista de Lloyd's, las 100 personas más influyentes en la industria naviera.[14]

## Vida personal
Estaba casado con Elizabeth Angelicoussis. Su única hija, Maria Angelicoussis (Sra. Lawrence Frankopan), se ha formado como médico y trabaja para el Grupo Angelicoussis desde 2009. Participó en todas las decisiones de inversión importantes que se tomaron y en las operaciones diarias de las tres sociedades gestoras.
Fue ingresado en el Centro Hospitalario Henry Dunant tras sufrir un ataque cardíaco el 20 de marzo de 2021. Su fallecimiento fue anunciado tres semanas después, el 10 de abril de 2021 a los setenta y dos años.